# Еропкино-Большак
Еропкино-Большак — деревня в Свердловском районе Орловской области. Входит в состав Яковлевского сельского поселения.

## География
Деревня находится на берегу реки Вишневец, на расстоянии 9 км к северо-западу от посёлка городского типа Змиёвка, административного центра района, и 30 км к юго-востоку от города Орёл, административного центра области.

### Часовой пояс
Деревня Еропкино-Большак, как и вся Орловская область, находится в часовой зоне МСК (московское время). Смещение применяемого времени относительно UTC составляет +3:00.

## Население
| 2002 | 2010 |
| ---- | ---- |
| 429  | ↗451 |

## Улицы
- ул. Заводская,
- ул. Новая,
- ул. Привокзальная,
- ул. Центральная,
- ул. Школьная.